# Callochiton christamariae
Callochiton christamariae är en blötdjursart som beskrevs av Samuel Heinrich Schwabe 2003. Callochiton christamariae ingår i släktet Callochiton och familjen Ischnochitonidae. Inga underarter finns listade i Catalogue of Life.